# Presidente Hayes
Presidente Hayes é um departamento do Paraguai. Sua capital é a cidade de Villa Hayes, em virtude de uma lei do Congresso Nacional do Paraguai, de 1999, substituindo a antiga capital, Pozo Colorado.

## Etimologia
O departamento foi nomeado em homenagem ao presidente dos Estados Unidos Rutherford B. Hayes, que arbitrou a disputa de limites entre Paraguai e Argentina após a Guerra do Paraguai no caso conhecido como «Arbitragem de Hayes».

## Distritos e demografia
O departamento se divide em 10 distritos:
| #  | Distritos                 | População (2022) |
| -- | ------------------------- | ---------------- |
| 1  | Benjamín Aceval           | 19.985           |
| 2  | José Falcón               | 5.105            |
| 3  | General Bruguez           | 4.249            |
| 4  | Nanawa                    | 5.920            |
| 5  | Nueva Asunción            | 5.000            |
| 6  | Puerto Pinasco            | 10.436           |
| 7  | Campo Aceval              | 10.530           |
| 8  | Teniente Irala Fernández  | 15.360           |
| 9  | Teniente Esteban Martínez | 4.340            |
| 10 | Villa Hayes               | 48.689           |
| #  | Presidente Hayes          | 126 880          |

## Limites
- Norte: Departamento de Alto Paraguay, separado pelo caminho formado pela ferrovia desde o km 160 até o km 20; Desde esse último ponto encontra-se separado por uma linha reta que vai até o Rio Paraguai.

- Sul: Argentina, a qual está separada pelo Rio Pilcomayo, desde sua foz no Rio Paraguai até a Missão de San Lorenzo.

- Leste: Departamentos de Concepción, San Pedro, Cordillera e Central, separado pelo Rio Paraguai desde a foz do Rio da Paz até o Rio Pilcomayo.

- Oeste: Departamento de Boquerón, separado pelo caminho que une a Missão de San Lorenzo com os fortes General Diaz, Avalos Sánchez, Zenteno, Dr. Gaspar Rodríguez de Francia, Boquerón e Ilha Poí e Casanillo; Desse ponto até o km 160 da ferrovia há uma linha reta imaginária.

1. ↑  DGEEC. «Proyección de la población por sexo y edad, según distrito. Revisión 2015» (PDF). 36 páginas. Consultado em 10 de outubro de 2015
2. ↑  «Resultados Preliminares del Censo Nacional de Población y Viviendas 2022». Consultado em 18 de dezembro de 2023